# Polygrapha xenocrates
Espèce
Polygrapha xenocrates est une espèce d'insectes lépidoptères (papillons) de la famille des Nymphalidae et de la sous-famille des Charaxinae et du genre Polygrapha.

## Dénomination
Polygrapha xenocrates a été décrit par John Obadiah Westwood en 1850 sous le nom initial de Paphia xenocrates.

### Noms vernaculaires
Polygrapha xenocrates se nomme Xenocrates Leafwing en anglais.

### Sous-espèces
- Polygrapha xenocrates xenocrates ; présent en Bolivie
- Polygrapha xenocrates ernestoi (Salazar & Constantino, 2001) ; présent en Colombie
- Polygrapha xenocrates punctimarginale (Kaye, 1918) ; présent au Brésil et en Guyane[1].

## Description
Polygrapha xenocrates est un papillon aux ailes antérieures à apex pointu et bord externe concave et aux ailes postérieures à angle anal pointu. Le dessus est de couleur foncée avec une ornementation de taches bleu gris formant une bande en bordure du bord externe des ailes postérieures.
Le revers est beige à marron clair pointillé de marron plus foncé et simule une feuille morte.

## Écologie et distribution
Polygrapha xenocrates est présent dans le nord de l'Amérique du Sud, en Colombie, au Venezuela, en Équateur, en Bolivie, au Pérou, au Brésil et en Guyane,.

### Protection
Pas de statut de protection particulier.